# Reticulum
Reticulum o el Retículo es una de las constelaciones menores australes. Fue presentada por Nicolas Louis de Lacaille para conmemorar el retículo, que fue un instrumento científico usado para medir la posición de las estrellas.

## Historia
Esta constelación fue introducida por el profesor en astronomía y matemáticas Isaac Habrecht II en su globo celestial (mapa de estrellas en forma de globo terráqueo) en el año 1621, dándola el nombre de Rhombus. Es renombrada más tarde por el astrónomo francés Nicolas Louis de Lacaille en el siglo XVIII; durante su estadía en el cabo de Buena Esperanza nombra a la constelación como le Réticule Rhomboide para conmemorar el retículo del ocular de su telescopio. La misma fue latinizada a Reticulum en su catálogo estelar Coelum Australe Stelliferum. En 1810, las estrellas de Reticulum fueron utilizadas por William Croswell para producir la constelación de Marmor Sculptile, la cual representa el busto de Cristóbal Colón, pero esto no alcanzó gran popularidad entre los astrónomos. 
La constelación de Reticulum fue reconocida oficialmente durante la Primera Asamblea General de la Unión Astronómica Internacional en 1922. El límite para ésta y otras constelaciones fue elaborado por el astrónomo belga Eugène Joseph Delporte a lo largo de arcos de ascensión recta y declinación para la época 1875. Fueron publicados en 1930 en la Delimination Scientifique des Constellations a instancias de la UAI. 
Dado que fue introducida en el siglo XVIII, no existe mitología temprana asociada a Reticulum.

## Características destacables

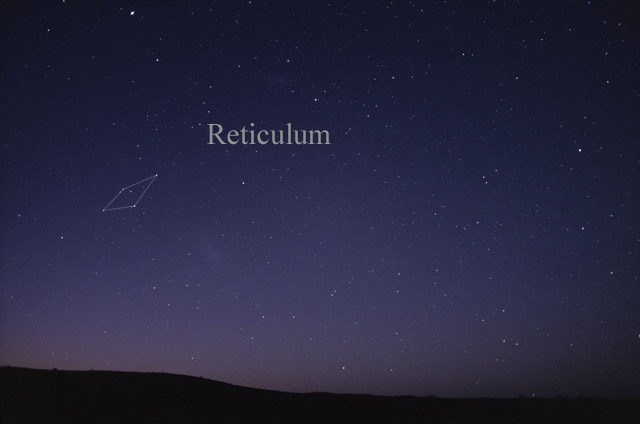
Constelación de Reticulum

Solo dos de las estrellas en esta constelación —α y β Reticuli— poseen un brillo inferior a magnitud aparente +5. La más brillante, α Reticuli, es una gigante amarilla de tipo espectral G8IIIa con una temperatura superficial de 5196 K y una masa 3,1 veces mayor que la masa solar. Por su parte, β Reticuli es una subgigante de tipo K0IV ligeramente más fría —4580 K— y una binaria espectroscópica con un período orbital de 1912 días. La componente secundaria probablemente es una enana roja.
La tercera estrella más brillante es ε Reticuli, una subgigante —de tipo K2IV— que tiene por compañera estelar una enana blanca cuyo período orbital es de 2700 años como mínimo. 
Alrededor de la subgigante se ha descubierto un gigante gaseoso con una masa al menos un 56 % mayor que la de Júpiter.
Tupi, nombre oficial de HD 23079, es una enana amarilla de tipo F9.5V con un planeta al menos 2,41 veces más masivo que Júpiter.
Asimismo, HD 27894 —enana naranja de tipo K2V— alberga un sistema planetario con, al menos, tres planetas.
Distante 39,5 años luz de la Tierra, ζ Reticuli es una binaria amplia que puede ser resuelta a simple vista. Las dos componentes del sistema tienen un brillo similar y son análogos solares de tipo espectral G2V y G1V.
Entre las variables de la constelación, R Reticuli es una variable Mira cuyo brillo oscila entre magnitud +6,5 y +14,2 en un período de 278,46 días. Su variabilidad fue descubierta por Chinthamani Ragoonatha Chary en el Observatorio de Madrás, India.
Entre los objetos de cielo profundo está NGC 1313, una galaxia de campo —no pertenece a un grupo de galaxias y por tanto está gravitacionalmente aislada— distante 13,9 millones de años luz. Contiene al menos 84 estrellas de Wolf-Rayet, incluyendo la primera estrella de tipo WO descubierta fuera del Grupo Local.
Otra galaxia en Reticulum es NGC 1559, en donde en 2005 se observó la supernova SN2005df.
También en esta constelación se localiza la galaxia enana del Grupo Local Reticulum II, que se encuentra aproximadamente a 100 000 años luz de la Tierra.

## Estrellas

### Estrellas principales
- α Reticuli, la estrella más brillante de la constelación, una gigante luminosa amarilla de magnitud 3,33.
- ε Reticuli, subgigante naranja de magnitud 4,44 a cuyo alrededor orbita un planeta extrasolar.
- ζ Reticuli, sistema binario formado por dos enanas amarillas; la separación visual entre ambas es de 310 segundos de arco. Se encuentran a 39,5 años luz del sistema solar.
- κ Reticuli, estrella blanco-amarilla de magnitud 4,71.

### Otras estrellas condenominación de Bayer
- β Ret 3,84; γ Ret 4,48; δ Ret 4,56; θ Ret 5,88; η Ret 5,24; ι Ret 4,97

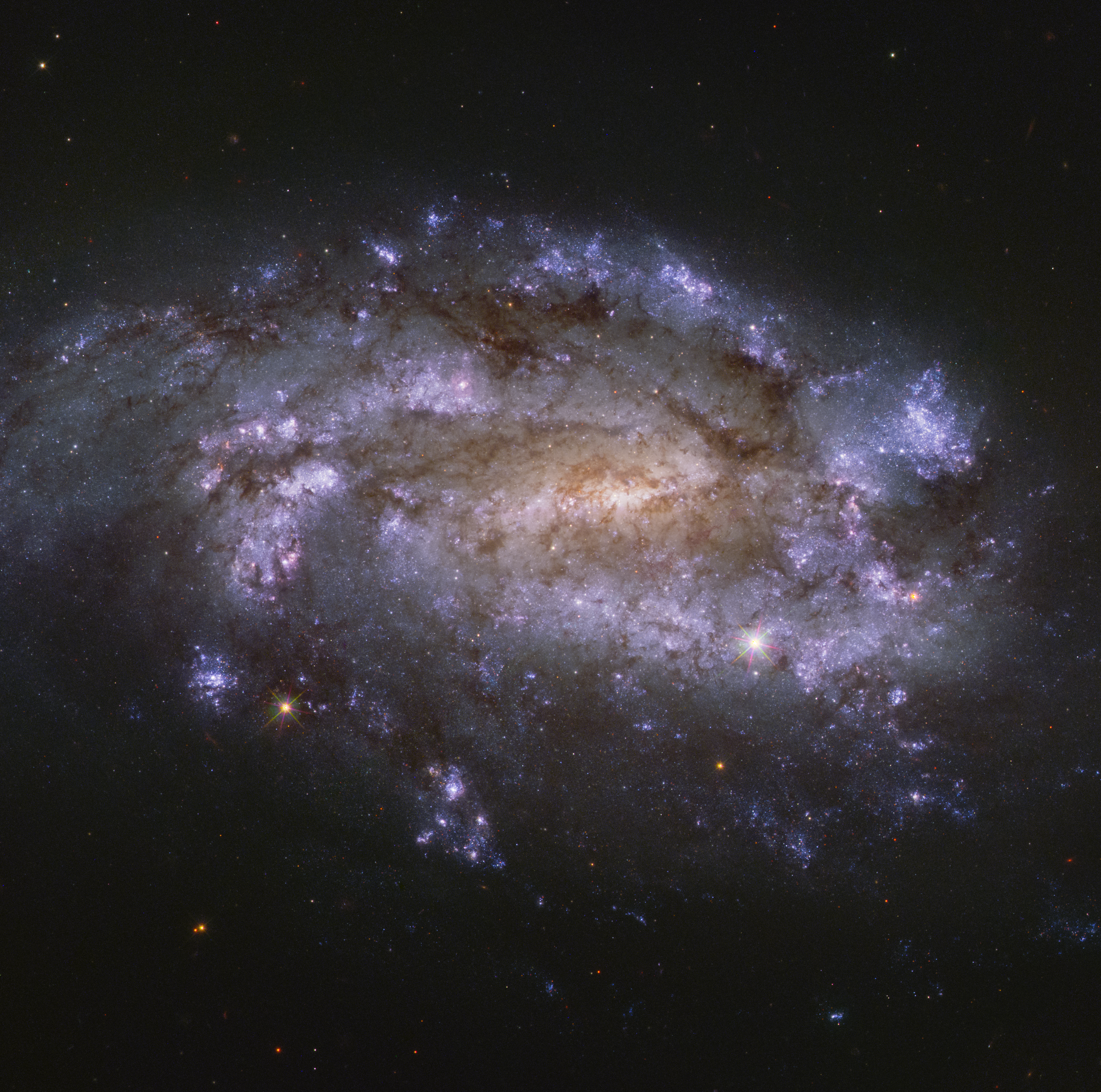
Imagen de la galaxia NGC 1559 obtenida desde el telescopio Hubble

### Otras estrellas notables
- R Reticuli, variable Mira cuyo brillo oscila entre 6,5 y 14,2 en un período de 278,5 días.
- HD 23079, enana amarilla distante 110 años luz que tiene un planeta extrasolar.
- HD 23127, también una enana amarilla en donde se ha descubierto un planeta.
- HD 27894, enana naranja con un planeta.

## Objetos de cielo profundo
- NGC 1313, galaxia espiral barrada.
- NGC 1559, galaxia espiral y galaxia Seyfert.